# Todos por México
Todos por México (en català, Tots per Mèxic) fou una coalició política mexicana conformada pel Partit Revolucionari Institucional (PRI), el partit Nova Aliança (PANAL) i el Partit Verd Ecologista de Mèxic (PVEM) per competir en les eleccions federals de 2018 amb el candidat presidencial José Antonio Meade Kuribreña.
Va quedar en tercer lloc, per darrere de Juntos Haremos Historia i Por México al Frente, i es va dissoldre immediatament després.